# IJsgrizzly

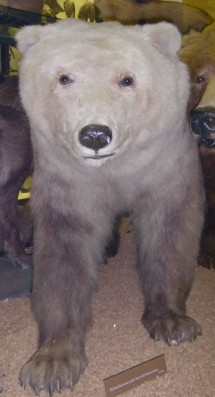

Een ijsgrizzly is een kruising tussen een ijsbeer en een grizzlybeer.
De hybride is zowel in gevangenschap als in het wild ontstaan. In een Duitse dierentuin in Osnabrück doordat een bruine beer en ijsbeer een tweeling kregen, Tips en Taps. In het wild is er op Banks Island (Northwest Territories) een 'ijsgrizzly' gevonden, DNA-onderzoek wees dat uit. Normaal mijden grizzly's en ijsberen elkaar, maar door de opwarming van de aarde trekt de grizzly meer richting het noorden en de ijsbeer richting het zuiden.
Deze hybride kan mogelijk beter overleven in het veranderde klimaat.